# 윤영수 (소설가)
윤영수(1952년 8월 26일~ )는 대한민국의 소설가이다.

## 삶
서울대학교 역사교육과를 졸업하고, 대방여자중학교 교사를 지냈다.
서른아홉 살이던 1990년 《현대소설》에 낸 단편 〈생태관찰〉로 신인상을 받으며 작품 활동을 시작했다. 병자, 불구자, 건달, 장애인, 여성 등 한국 사회에서 소외된 사람들의 이야기와 붕괴 직전에 놓인 가족 관계 등을 주로 다루어왔으며, 90년대 소설의 한 가능성이자 성과로 일컬어질 정도로 주목을 받았다.
1952년 서울 종로구 동숭동에서 아버지 윤지중과 어머니 이기남의 2남 2녀 중 막내로 출생하였다. 본명은 윤영순이며 경기여중과 경기여고를 졸업하였다. 고등학교 시절 영세를 받았고, 천주교명은 로사리아이다. 1975년 서울대학교 역사교육과를 졸업한 후 여의도 중학교에 부임하였고, 같은 해 이대용과 결혼하였다. 1979년에는 대방여자중학교로 전근을 갔고, 1980년 교직을 그만두었다. 1987년 문예진흥원 소설 강좌를 듣게 된 것을 계기로 소설 습작을 시작하였다. 서른 여덟 살이던 1990년 󰡔현대소설󰡕에 단편 ｢생태관찰｣이 신인상을 받으며 등단했다. 병자, 불구자, 건달, 장애인, 여성 등 한국 사회에서 소외된 사람들의 이야기와 붕괴 직전에 놓인 가족 관계 등을 주로 다루어왔다. 이후 활발한 활동을 하며 󰡔자린고비의 죽음을 애도함󰡕, 󰡔내 여자친구의 귀여운 연애󰡕, 󰡔귀가도󰡕 등 여러 권의 소설집을 출판하였고 각종 문학상을 받았다. 1997년 ｢착한 사람 문성현｣으로 제30회 한국일보문학상을, 2008년 소설집 󰡔내 안의 황무지󰡕로 제3회 남촌문학상을, 같은 해 소설집 󰡔소설 쓰는 밤󰡕으로 제23회 만해문학상을 수상하였다.

## 작품 세계
소설가 윤영수가 소설을 통해 펼쳐내고 있는 것은 삶의 모험이나 로맨스가 아니라 우리 시대가 추구하는 욕망이나 가치의 주변부에 위치한 사람들의 모습이다. 그들은 일반적으로 하층민이거나 사회적 약자로 지칭되는 사람들로서 병자, 불구자, 건달, 장애인, 여성 등이다. 윤영수의 초기 대표작인 ｢착한 사람 문성현｣에 등장하는 주인공 문성현도 선천적인 장애를 가지고 있으나 그는 이 사회를 살아가기에 너무나도 미약한 선량한 성품의 소유자이다. 하지만 문성현이 지니고 있는 인간적 순수함과 여기에서 비롯되는 위엄의 형상화는 이 작품이 담아내고 있는 가치를 잘 알려주고 있다. 문학평론가 신승엽은 “이러한 인간적 위엄이 뇌성마비 장애인이라는 주인공의 특이한 조건을 통해서야 구현된다는 이 작품의 보이지 않는 역설을 통해, 이 작품이 우리에게 주는 충격은 배가된다”고 말하며, 이것이 “자본주의 사회의 파괴력으로 해서 아무런 위엄도 갖추지 못한 채 일그러져가고 있는 다른 수많은 인물들과의 대조로 인해 더욱 빛나게 되었”다고 지적한다.

## 작품

### 소설집
- 《귀가도》, 문학동네, 2011년, ISBN : 9788954614320
- 《사랑하라, 희망없이》, 민음사, 2008년, ISBN : 9788937401725
- 《윤영수 소설집 세트 - 전2권 - 《내 여자 친구의 귀여운 연애》 + 《내 안의 황무지》, 민음사, 2007년, ISBN : 9788937481352
- 《소설 쓰는 밤》, 랜덤하우스코리아, 2006년, ISBN : 9788959861545
- 《죽음, 아주 낮은 환상》, 윤컴, 1998년, ISBN : 9788986419221
- 《자린고비의 죽음을 애도함》, 창비, 1998년, ISBN : 9788936436490
- 《착한 사람 문성현》, 창비, 1997년, ISBN : 9788936436445

## 수상 경력
- 1997년 - 제30회 한국일보문학상
- 2008년 - 《내 안의 황무지》 제3회 남촌문학상[4]
- 2008년 - 《소설 쓰는 밤》 제23회 만해문학상[5]
- 2011년 - 《귀가도》 제비꽃 문화인 서민소설가상

## 같이 보기

#### <석사논문>
장선미, 󰡔윤영수 소설 연구 : 주제와 연작기법의 상관관계를 중심으로󰡕, 중앙대학교 대학원, 2013.
신미경, ｢1980~90년대 여성 작가 소설의 여성성 연구, 광주여자대학교, 2007.

#### <비평>
백지은, ｢엄마의 풍경｣, 󰡔창작과비평󰡕, 2011년 가을호.  
정철성, ｢시대의 우울한 풍속도｣, 󰡔실천문학󰡕, 1997년 여름호.    